# Mistrzostwa Azji we Wspinaczce Sportowej 2015
Mistrzostwa Azji we Wspinaczce Sportowej 2015 – 23. edycja Mistrzostw Azji we wspinaczce sportowej, która odbyła się w dniach 20–22 listopada 2015 w chińskim Ningbo.
Podczas zawodów wspinaczkowych zawodnicy i zawodniczki rywalizowali w 6 konkurencjach. Po raz pierwszy rozegrano konkurencję wspinaczka na czas zespołowo w sztafecie. Sztafety we wspinaczce na czas liczyć mogły po trzech wspinaczy/czek, oraz dodatkowo jeden zawodnik rezerwowy.

## Konkurencje
Mężczyźni
- bouldering, prowadzenie oraz wspinaczka na czas indywidualnie i zespołowo w sztafecie,

Kobiety
- bouldering, prowadzenie oraz wspinaczka na czas indywidualnie i zespołowo w sztafecie.

## Medaliści
| Konkurencja                    | Złoto                                                              | Srebro                                          | Brąz                                                              |
| ------------------------------ | ------------------------------------------------------------------ | ----------------------------------------------- | ----------------------------------------------------------------- |
| Mężczyźni                      |                                                                    |                                                 |                                                                   |
| bouldering.                    | Japonia · Tsukuru Hori                                             | Japonia · Keita Watabe                          | Japonia · Rei Sugimoto                                            |
| prowadzenie.                   | Japonia · Keiichiro Korenaga                                       | Japonia · Minoru Nakano                         | Chiny · Qu Haibinu                                                |
| wsp. na czas.                  | Indonezja · Galar Pandu Asmoro                                     | Iran · Reza Alipour                             | Chiny · Lin Penghui                                               |
| sztafeta – wspinaczka na czas. | Indonezja · Galar Pandu Asmoro · Aspar Jaelolo · Abu Dzar Yulianto | Chiny · Li Guangdong · Ou Zhiyong · Zhong Qixin | Korea Południowa · Chae Sung-joon · Cho Seung-woon · Kim Hyun-jae |
| Kobiety                        |                                                                    |                                                 |                                                                   |
| bouldering.                    | Japonia · Miho Nonaka                                              | Japonia · Akiyo Noguchi                         | Korea Południowa · Kim Ja-in                                      |
| prowadzenie.                   | Korea Południowa · Kim Ja-in                                       | Japonia · Yuka Kobayashi                        | Japonia · Risa Ota                                                |
| wsp. na czas.                  | Indonezja · Tita Supita                                            | Kazachstan · Tamara Ułżabajewa                  | Indonezja · Puji Lestari                                          |
| sztafeta – wspinaczka na czas. | Indonezja · Puji Lestari · Ita Triana Purnamasari · Tita Supita    | Chiny · He Cuilian · Jiang Rong · Pubu Zhuoma   | Singapur · Janice Ng · Judith Sim · Zhang Bin Bin                 |

## Klasyfikacja medalowa
* Gospodarz zawodów został zaznaczony tym kolorem.
|                   |                   |   |   |   |    |  |  |  |  |
| 1                 | Indonezja         | 4 | 0 | 1 | 5  |  |  |  |  |
| 2                 | Japonia           | 3 | 4 | 2 | 9  |  |  |  |  |
| 3                 | Korea Południowa  | 1 | 0 | 2 | 3  |  |  |  |  |
| 4                 | Chiny             | 0 | 2 | 2 | 4  |  |  |  |  |
| 5                 | Iran              | 0 | 1 | 0 | 1  |  |  |  |  |
| 5                 | Kazachstan        | 0 | 1 | 0 | 1  |  |  |  |  |
| 7                 | Singapur          | 0 | 0 | 1 | 1  |  |  |  |  |
| Ogółem (7 państw) | Ogółem (7 państw) | 8 | 8 | 8 | 24 |  |  |  |  |

Źródła: